# 나가사키 수변의 숲 공원
나가사키 수변의 숲 공원(일본어: 長崎水辺の森公園)은 일본 나가사키현 나가사키시에 있는 공원이다. 나가사키현이 운영 및 관리하고 있다. 나가사키시의 중심부에 인접한 나가사키현 미술관과 같이 나가사키항 주변 재개발 사업의 일환으로 항내를 매립해 조성되었다. 크게 대지의 광장, 물의 정원, 수변 프롬나드로 3개의 블록이 있고, 그 중간에 교류 거점지가 설치되어 있다.